# Diócesis de San Luis
La diócesis de San Luis (en latín: Dioecesis Sancti Ludovici in Argentina) es una circunscripción eclesiástica de la Iglesia católica en Argentina. Se trata de una diócesis latina, sufragánea de la arquidiócesis de San Juan de Cuyo. Desde el 9 de junio de 2020 su obispo es Gabriel Bernardo Barba.

## Territorio y organización

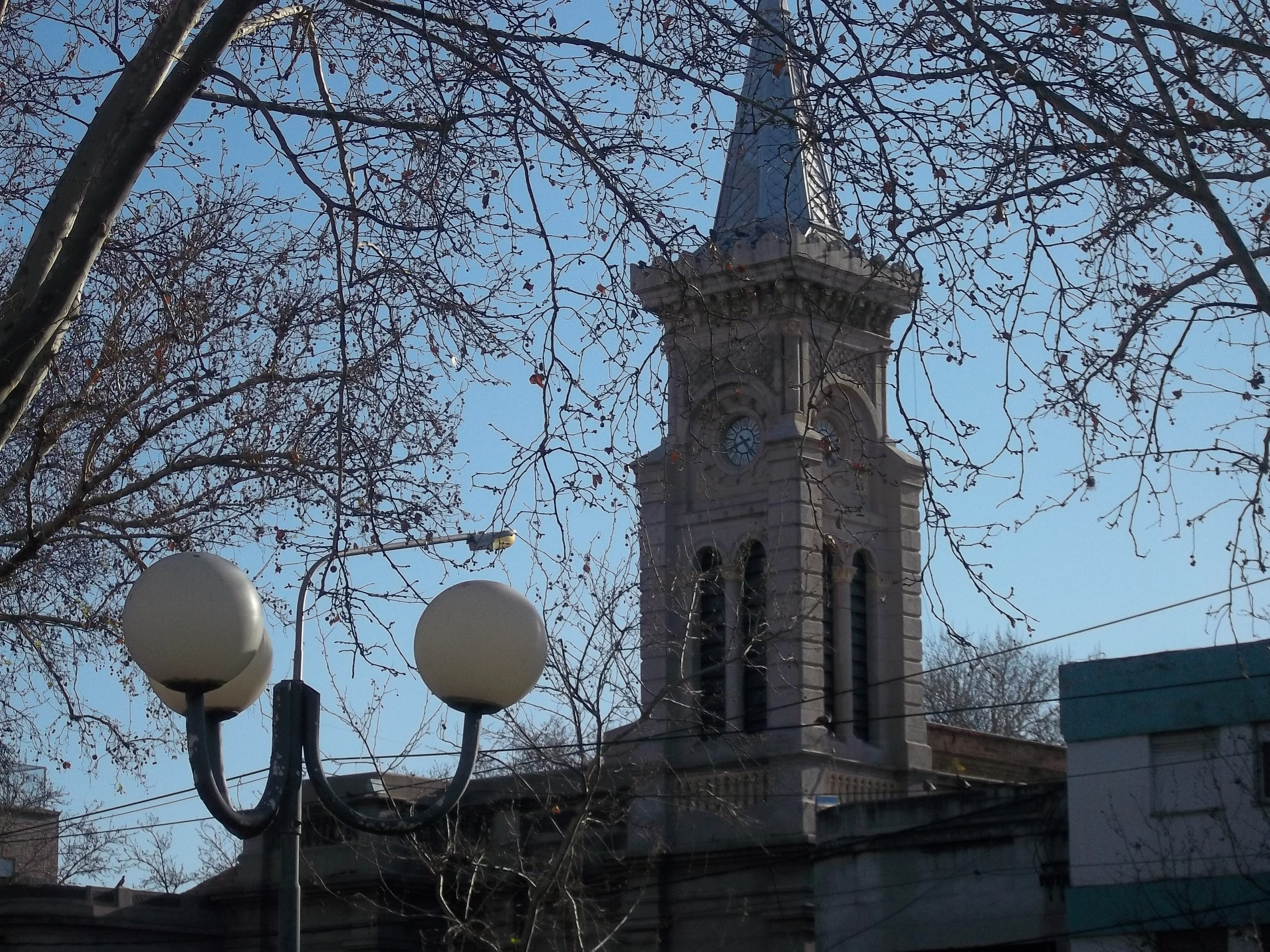
Iglesia de La Merced de Villa Mercedes

La diócesis tiene 76 748 km² y extiende su jurisdicción sobre los fieles católicos de rito latino residentes en la provincia de San Luis.

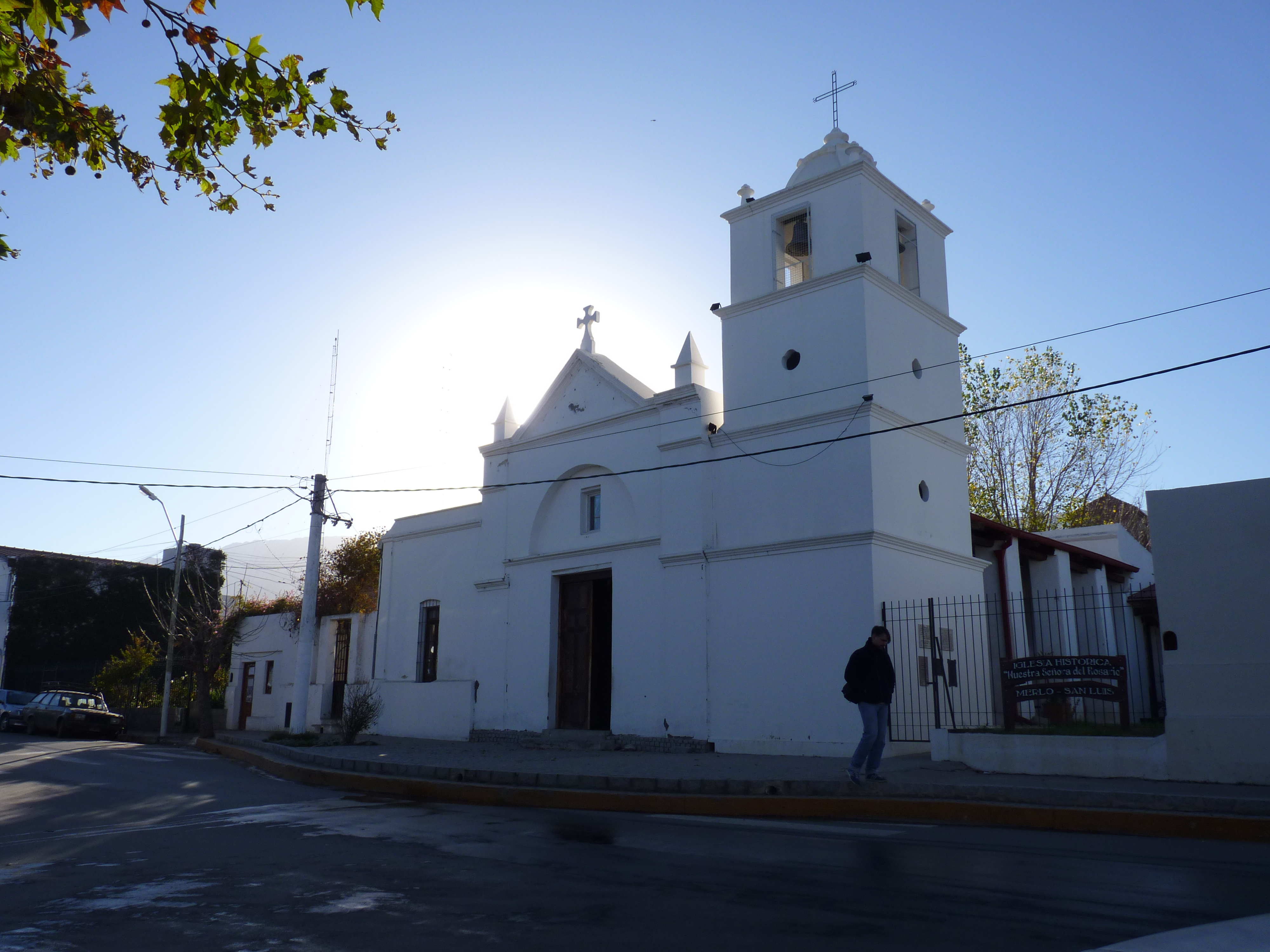
Capilla de Merlo

La sede de la diócesis se encuentra en la ciudad de San Luis, en donde se halla la Catedral de la Inmaculada Concepción. 
En 2020 en la diócesis existían 47 parroquias.

## Historia
La diócesis fue erigida el 20 de abril de 1934 con la bula Nobilis Argentinae nationis del papa Pío XI, obteniendo el territorio de la diócesis de San Juan de Cuyo, que fue elevada simultáneamente a arquidiócesis metropolitana.

Apostolicae potestatis plenitudine, ea quae sequuntur statuimus ac decernimus: Decem novas dioeceses in Republica Argentina erigimus et constituimus, scilicet: (...) Sancti Ludovici in Argentina (...) Dioecesis Sancti Ludovici in Argentina paroeciis constabit: San Iiuis, Saladillo, San Roque, Villa Mercedes, Nueva Galia, Renca, Santa Rosa, San Martin, San Francisco, Lujan, quorum territorium pariter a dioecesi Sancti Ioannis de Cuyo, ad quam hucusque pertinuit, seiungimus. Urbem vero S. Luis ad civitatis episcopalis fastigium extoUimus et in ea exstantem B. M. V. Immaculatae Conceptionis ecclesiam matricem, sub eodem titulo permausuram, cathedralem constituimus.
Parte de la bula Nobilis Argentinae nationis

## Estadísticas
Según el Anuario Pontificio 2021 la diócesis tenía a fines de 2020 un total de 461 575 fieles bautizados.
| Año                                                                             | Población            | Población | Población      | Sacerdotes | Sacerdotes    | Sacerdotes    | Bautizados por sacerdote | Diáconos permanentes | Religiosos | Religiosos | Parroquias |
| Año                                                                             | Bautizados católicos | Total     | % de católicos | Total      | Clero secular | Clero regular | Bautizados por sacerdote | Diáconos permanentes | Varones    | Mujeres    | Parroquias |
| ------------------------------------------------------------------------------- | -------------------- | --------- | -------------- | ---------- | ------------- | ------------- | ------------------------ | -------------------- | ---------- | ---------- | ---------- |
| 1950                                                                            | 197 000              | 200 000   | 98.5           | 36         | 27            | 9             | 5472                     |                      | 11         | 56         | 13         |
| 1966                                                                            | 197 200              | 197 200   | 100.0          | 44         | 26            | 18            | 4481                     |                      | 18         | 75         | 15         |
| 1970                                                                            | ?                    | 179 000   | ?              | 42         | 27            | 15            | ?                        |                      | 17         | 88         | 21         |
| 1976                                                                            | 180 500              | 190 000   | 95.0           | 34         | 22            | 12            | 5308                     |                      | 14         | 80         | 21         |
| 1980                                                                            | 189 900              | 195 000   | 97.4           | 38         | 23            | 15            | 4997                     |                      | 17         | 60         | 28         |
| 1990                                                                            | 214 000              | 229 000   | 93.4           | 52         | 40            | 12            | 4115                     |                      | 18         | 68         | 34         |
| 1999                                                                            | 322 000              | 345 000   | 93.3           | 65         | 50            | 15            | 4953                     |                      | 16         | 75         | 40         |
| 2000                                                                            | 326 000              | 350 000   | 93.1           | 65         | 51            | 14            | 5015                     |                      | 16         | 89         | 42         |
| 2001                                                                            | 300 000              | 320 000   | 93.8           | 77         | 62            | 15            | 3896                     |                      | 17         | 89         | 47         |
| 2002                                                                            | 341 000              | 366 000   | 93.2           | 67         | 55            | 12            | 5089                     |                      | 19         | 89         | 43         |
| 2003                                                                            | 343 000              | 368 000   | 93.2           | 69         | 55            | 14            | 4971                     |                      | 20         | 78         | 43         |
| 2004                                                                            | 347 496              | 370 000   | 93.9           | 65         | 55            | 10            | 5346                     |                      | 14         | 93         | 46         |
| 2010                                                                            | 365 000              | 385 000   | 94.8           | 74         | 68            | 6             | 4932                     | 1                    | 11         | 69         | 47         |
| 2014                                                                            | 377 000              | 401 000   | 94.0           | 82         | 74            | 8             | 4597                     | 1                    | 13         | 80         | 47         |
| 2017                                                                            | 393 000              | 437 000   | 89.9           | 89         | 79            | 10            | 4415                     | 1                    | 31         | 100        | 47         |
| 2020                                                                            | 461 575              |           |                | 91         | 81            | 10            | 5072                     | 2                    | 41         | 98         | 47         |
| Fuente: Catholic-Hierarchy, que a su vez toma los datos del Anuario Pontificio. |                      |           |                |            |               |               |                          |                      |            |            |            |

## Episcopologio
- Pedro Dionisio Tibiletti † (13 de septiembre de 1934-14 de mayo de 1945 falleció)
- Emilio Antonio Di Pasquo † (2 de noviembre de 1946-12 de junio de 1961 nombrado obispo de Avellaneda)
- Carlos María Cafferata † (11 de julio de 1961-6 de julio de 1971 falleció)
- Juan Rodolfo Laise, O.F.M.Cap. † (6 de julio de 1971 por sucesión-6 de junio de 2001 retirado)
- Jorge Luis Lona (6 de junio de 2001 por sucesión-22 de febrero de 2011 retirado)
- Pedro Daniel Martínez Perea (22 de febrero de 2011 por sucesión-9 de junio de 2020 renunció)
- Gabriel Bernardo Barba, desde el 9 de junio de 2020